# El rastro (serie web)
El rastro es una serie web argentina, creada por Marcelo Camaño y Martín Méndez en una coproducción de Telefe con FarfanTV y Havas Sports & Entertainment, y con el apoyo de Renault. Con guiones de Marcelo Camaño (Montecristo, Resistiré, Vidas robadas, TV por la Identidad, entre otros) y dirección de Diego Suárez (Lalola, Tiempo final, etc.).

## Sinopsis
Iván (Federico D'Elía) maneja de noche una camioneta por una ruta desolada rumbo a un encuentro misterioso. Cuando llega a destino se baja del auto y espera por la llegada de alguien más. En ese momento sucede algo extraordinario. Un relámpago ilumina la noche y deja perplejo a Iván. Este haz de luz fulminante refleja tanto sobre el hombre como sobre el auto. Segundos después la noche se oscurece y los relámpagos cesan. El cuerpo de Iván yace inerte al costado del camino y llega al encuentro un hombre que parece conocerlo. Se fija si Iván aún vive y lo arrastra hasta meterlo en el baúl de su auto. Luego parece buscar algo en el auto de Iván y finalmente se sube a su auto y parte con rumbo desconocido dejando al Renault Duster al costado de la ruta.
Cuando llega el amanecer el Duster continúa en soledad y es en ese momento cuando un ciclista llega como por obra del destino con una bicicleta averiada hasta el auto. Al notar al Duster entra y nota que las llaves están, que el auto tiene nafta y que no se encuentra nadie cerca que pueda ser el dueño. Este es Rocco (Juan West).
Rocco decide llevar el auto hasta un lugar donde arreglar su bicicleta. Arranca y prende la radio. Segundos después se escucha una voz que le dice "AYUDAME". Rocco se asusta y mira para todos lados hasta darse cuenta para su incredulidad que la voz proviene del auto. Es la voz de Iván. Allí comienza la aventura.
Una aventura que nos hará conocer a Lucía (Chachi Telesco), la hermana de Iván, quien junto a Rocco se embarcará en una persecución vertiginosa en busca del cuerpo de su hermano, el que se encuentra en manos de una misteriosa red delictiva.
Rutas, persecuciones, disparos y piezas sueltas que deberán unir para llegar a rescatar a Iván de antes de su deceso. Una carrera contra el tiempo en donde Rocco, Lucía y el Duster deberán arriesgar todo por rescatar a Iván.

## Elenco y personajes

### Principales
- Federico D'Elía como Iván: es un hombre de 42 años. Es muy activo, amante del deporte y el aire libre. Trabaja como adiestrador de perros. Iván siempre odió las injusticias, y su espíritu solidario y justiciero lo llevó más de una a vez a meterse en problemas. No soporta el maltrato a los animales, y mucho menos a las personas. Estos rasgos de su personalidad fueron determinantes en su vida un día cuando empezó a percibir cosas extrañas en torno a uno de los perros que entrenaba. Esta situación lo llevó a investigar, y tanto se involucró que quedó inmerso en un mundo desconocido para él. Un encuentro con un hombre misterioso a medianoche en una ruta desolada cambiará su vida.
- Juan West como Rocco: es un joven, divertido y despreocupado. Sus 27 años son detectables cuando se entabla una charla con él. Es estudiante y empleado en una ferretería. Alegre y despreocupado suele salir en su bicicleta a recorrer las rutas por largas horas. Es un pibe noble, de buen corazón, pero algo ansioso. Una mañana en una de sus recorridas habituales recorridas en bici pincha rueda algo lejos de su casa y debe volver caminando cargando su bicicleta. En la ruta y bajo cielo nuboso se cruza con un auto al costado del camino y con las llaves puestas. La duda entre abordarlo y dirigirse al puesto de servicio más próximo o seguir caminando en su bicicleta al hombro puede convertirse en la delgada línea entre la vida y la muerte. Su enorme corazón y un amor incipiente lo abordan en una de las aventuras más excitantes de su vida, aventura que tal vez sea la última.
- Chachi Telesco como Lucía: tiene 25 años, es la hermana manor de Iván. Su hermano mayor lleva una diferencia de edad importante y es por eso que siempre fue la consentida de la familia. Veterinaria, amante de los animales y sobre todo de los perros y los caballos. Es la confidente y compañera de su hermano, situación que se acrecentó unos meses atrás cuando su novio la dejó luego de intentar una convivencia. Una mañana mientras trabajaba plácidamente es abordada por un extraño llamado Rocco que dice venir de parte de su hermano. Este le cuenta una historia imposible de creer y le pide que lo acompañe. A partir de ese momento comienza para ella una carrera contra el tiempo, corriendo por la vida de su hermano. Casi sin darse cuenta, entre disparos, muertes y velocidad, el amor se cruza en la vida de Lucía.
- Jorge D'Elía como Magnate: Giancarlo Valente es su nombre. Un hombre mayor, no vidente, dueño de un perro encantador que guarda un gran secreto. Amante de los negocios sucios y apuestas ilegales cosechó una gran fortuna convirtiéndose en un magnate muy famoso. Su figura forma parte de la explosión mediática y es fácilmente reconocible por su elegancia y por estar siempre rodeado de jóvenes mujeres a las que corteja constantemente. Un simple adiestrador, Iván, lo pone en jaque cuando roba un perro que contiene un secreto que no puede ser revelado. Es momento entonces de remover cielo y tierra con tal de recuperarlo, cobrándose la vida de quien sea con tal de recuperar su secreto que puede echar por tierra un trabajo de años en el mundo del delito.
- Claudio Rissi como Turbio: Rondon es su nombre, Turbio su apodo. Un hombre oscuro, rastrero, timador, no conoce el valor de la vida y es capaz de cualquier cosa por lograr ss objetivos. Solo le interesa el poder y estar cerca del Magnate y serle fiel y útil es su afición. Es el principal secuaz del Magnate y en una de sus misiones, no consigue su objetivo aunque a cambio de lo que fuera a buscar se hizo con el cuerpo de Iván. En busca de arreglar su error vuelve a la carga a tratar de engañar a Rocco y Lucía que a esa altura saben que no pueden confiar en nadie y menos en un hombre con esas intenciones. Lo hace todo para lograr su objetivo y enmendar su error para cumplir la misión que le encomendó su jefe El Magnate.[3]

### Secundarios
- Héctor Pazos - Rufián 1
- Matías Reinoso - Rufián 2
- Leonardo Portale - Rufián 3
- Juan Sebastián Cruz -  Oso
- Edgardo Sánchez Rossi - Mecánico

### Especiales
- Bandieri: es la mascota del magnate Giancarlo Valente. Es vivaz, juguetón y de espíritu tremendamente inquieto. Su dueño, el magnate, no siente amor por los animales pero un día Giancarlo Valente se dio cuenta de que Bandieri era el mejor para esconder toda la información secreta que maneja, fue así que mediante microcirugía le insertó un chip que el perro lleva consigo a donde vaya. Desde ese día el magnate y Bandieri se hicieron inseparables aunque ninguno de los dos sienta verdadero cariño por el otro. Fue el espíritu inquieto de Bandieri el que obligó al Sr. Valente a encontrar un adiestrador de perros, sin saber que ese simple adiestrador puede ser la persona que haga tambalear su imperio.

## Premios

### Premios Martín Fierro de Cable
| Año  | Categoría                 | Receptor  | Resultado |
| ---- | ------------------------- | --------- | --------- |
| 2012 | Mejor ficción en internet | El Rastro | Ganadora  |